# Rene Gube
Rene Gube (Waukegan, 30 dicembre 1979) è un attore e produttore televisivo statunitense, famoso per la sua apparizione in Ground Floor.

## Vita privata
Di origini filippine. L'8 maggio 2015 sposa l'attrice Briga Heelan, sua collega nella serie TV Ground Floor. Il 31 ottobre 2016 la coppia annuncia di essere in attesa della loro prima figlia, Bennet Alejandra Gube, nata il 23 marzo 2017. 

## Filmografia

### Attore

#### Cinema
- Cercasi amore per la fine del mondo (Seeking a Friend for the End of the World), regia di Lorene Scafaria (2012)
- Da me o da te (Your Place or Mine), regia di Aline Brosh McKenna (2023)

#### Televisione
- Community - serie TV, episodio 3x06 (2011)
- Are You There, Chelsea? - serie TV, episodio 1x11 (2012)
- Up All Night - serie TV, episodio 2x02 (2012)
- The Newsroom - serie TV, episodio 1x04 (2012)
- CollegeHumor Originals - serie TV, 2 episodi (2012-2014)
- The Office - serie TV, episodio 9x11 (2013)
- Comedy Bang! Bang! - serie TV, episodio 2x06 (2013)
- Ben and Kate - serie TV, 2 episodi (2013)
- Ground Floor - serie TV, 20 episodi (2013-2015)
- Growing Up Fisher - serie TV, episodio 1x04 (2014)
- Undateable - serie TV, episodio 2x03 (2014)
- Crazy Ex-Girlfriend - serie TV, 15 episodi (2015-2019)
- The UCB Show - serie TV, episodio 1x03 (2016)
- Camping - serie TV, episodi 2 episodi (2018)
- Superstore - serie TV, episodio 6x07 (2021)
- The Bear - serie TV, episodio 2x07 (2023)

#### Cortometraggi
- The History of Turtleneck Fighting, regia di Sergio Cilli (2010)
- Surprise Party, regia di Brennan Maxwell, Justin Michael e Jacob Reed (2010)
- Cop-Puter, regia di Alex Fernie (2012)
- If We Dated, regia di Adam Catino (2013)
- Positive Visualization, regia di J. Wilder Konschak e Stirling McLaughlin (2015)
- Open and Shut, regia di Kulap Vilaysack (2022)
- Pickled Herring, regia di Milana Vayntrub (2023)

### Doppiatore
- American Dad! - serie animata, episodio 17x12 (2022)

### Produttore
- Ground Floor - serie TV, 5 episodi (2014-2015)
- Crazy Ex-Girlfriend - serie TV, 44 episodi (2016-2019)
- Superstore - serie TV, 36 episodi (2019-2021)
- The Bear - serie TV, 18 episodi (2022-in corso)

### Sceneggiatore
- Up All Night - serie TV, episodio 2x07 (2012)
- Men at Work - serie TV, 9 episodi (2012)
- Ground Floor - serie TV, 3 episodi (2013)
- The UCB Show - serie TV, episodio 1x03 (2016)
- Crazy Ex-Girlfriend - serie TV, 21 episodi (2015-2019)
- Brockmire - serie TV, 2 episodi (2018-2020)
- Superstore - serie TV, 4 episodi (2019-2021)
- The Bear - serie TV, 2 episodi (2022-in corso)

## Riconoscimenti
- Premio Emmy
  - 2023 - Candidatura alla migliore serie commedia per The Bear